# Serrat de Picoi

El Serrat de Picoi, respecte del terme d'Abella de la Conca

El Serrat de Picoi és un serrat del terme municipal d'Abella de la Conca, a la comarca del Pallars Jussà.
Està situat al nord de Casa Toà i a ponent de Casa Víctor. És un contrafort del sector occidental de la Serra de Carreu, que en davalla cap al sud-est. El seu límit sud-oriental és el Tossal dels Qualls.

## Etimologia
Es tracta d'un topònim romànic modern, que fa referència a la propietat dels de cal Picoi, que hi devien tenir propietats.